# Люхча
Люхча́ — село в Україні, у Сарненській міській громаді Сарненського району Рівненської області. Населення становить 2216 осіб.

## Географія
Село розташоване на лівому березі річки Случ.

## Герб
У золотому щиті червона підкова, облямована золотом, за нею два золоті колоски, покладені в перев'яз зліва.

## Історія
Станом на 1885 рік у колишньому власницькому селі Бережницької волості Луцького повіту Волинської губернії мешкало 854 особи, налічувалось 120 дворів, існували православна церква, постоялий будинок, водяний млин.
За переписом 1897 року кількість мешканців зросла до 1264 осіб (656 чоловічої статі та 608 — жіночої), з яких 1184 — православної віри.
У 1906 році село Бережницької волості Луцького повіту Волинської губернії. Відстань від повітового міста 138 верст, від волості 15. Дворів 204, мешканців 808.
Відповідно до Розпорядження Кабінету Міністрів України від 12 червня 2020 року № 722-р «Про визначення адміністративних центрів та затвердження територій територіальних громад Рівненської області» увійшло до складу Сарненської міської громади.

## Населення
За переписом населення 2001 року в селі мешкало 2 178 осіб.

### Мова
Розподіл населення за рідною мовою за даними перепису 2001 року:
| Мова       | Відсоток |
| ---------- | -------- |
| українська | 98,78 %  |
| російська  | 1,04 %   |
| молдовська | 0,05 %   |
| румунська  | 0,05 %   |
| угорська   | 0,05 %   |

## Відомі люди

### Народились
- Миланець Степан Степанович — радянський військовик, учасник афганської війни.
- Набухотний Терентій Кирилович – український медик, доктор медичних наук, професор. Народився 15 квітня 1940 р. у с. Люхча Сарненського району Рівненської області. Закінчив Чернівецький медичний інститут (1964) та аспірантуру (1988) при кафедрі дитячих хвороб Українського інституту удосконалення лікарів (м. Харків), де до 1973 р. працював асистентом. З 1973 р. – асистент кафедри дитячих хвороб Чернівецького державного медичного інституту. У 1970 р. захистив кандидатську, у 1977 р. – докторську дисертації. З 1974 р. доцент, з 1979 р. – професор. У 1980 р. очолив кафедру педіатрії №1 педіатричного факультету.  У 1986 р., у зв’язку із закриттям педіатричного факультету Чернівецького медінституту, перевівся у Запорізький медінститут, де очолив кафедр педіатрії №1. У 2002 р. Т. К. Набухотний очолив кафедру педіатрії Вінницького медичного інституту. Згодом працював професором кафедри сімейної медицини – загальної лікарської  практики військово-медичної академії. Автор понад 500 наукових праць, 2 монографій, 15 методичних рекомендацій, 10 винаходів, 20 раціоналізаторських пропозицій. Під його керівництвом підготовлено 20 кандидатів і 7 докторів наук. (Юхим Гусар).